# Зелёный пояс Астаны
Зелёный пояс Астаны (каз. Астананың жасыл белдеуі) — проект массового лесонасаждения вокруг столицы Казахстана города Астаны. Площадь — 78 тысяч гектаров. В период с 1997 по 2016 год площадь лесопосадок зелёной зоны Астаны составила 75,1 тыс. га, из них 14,8 тыс. га высажены в городской черте Астаны. На последующих этапах лесонасаждения планируется соединить зелёную зону столицы с лесными массивами Аккольского района Акмолинской области.
В рамках первого этапа планируется довести площадь лесопосадок до 100 тыс. га к 2020 году. В перспективе рукотворный лес должен соединиться с естественными лесами в сторону Борового.
Для подготовки посадочного материала близ Астаны расположен лесной питомник «Ақ қайың» (в переводе с казахского языка «Белая берёза») площадью 110 гектаров, где ежегодно выращивается около девяти миллионов сеянцев акации жёлтой, клёна, сосны, лиственницы, берёзы, вяза, тополя, ивы, яблони — всего 26 видов деревьев, пригодных к климатическим условиям города.

## Флора

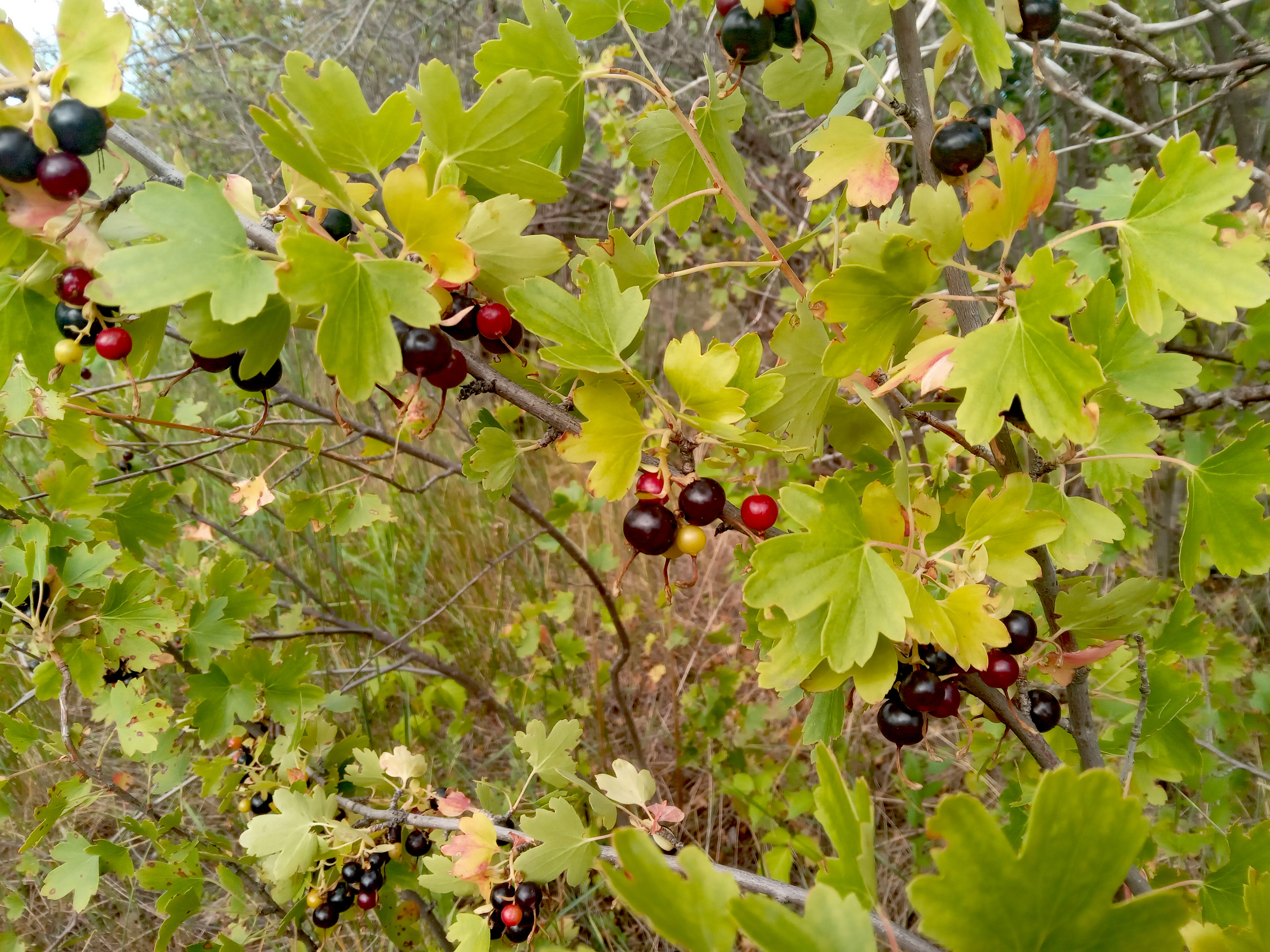
Смородина в Зеленом поясе Астаны

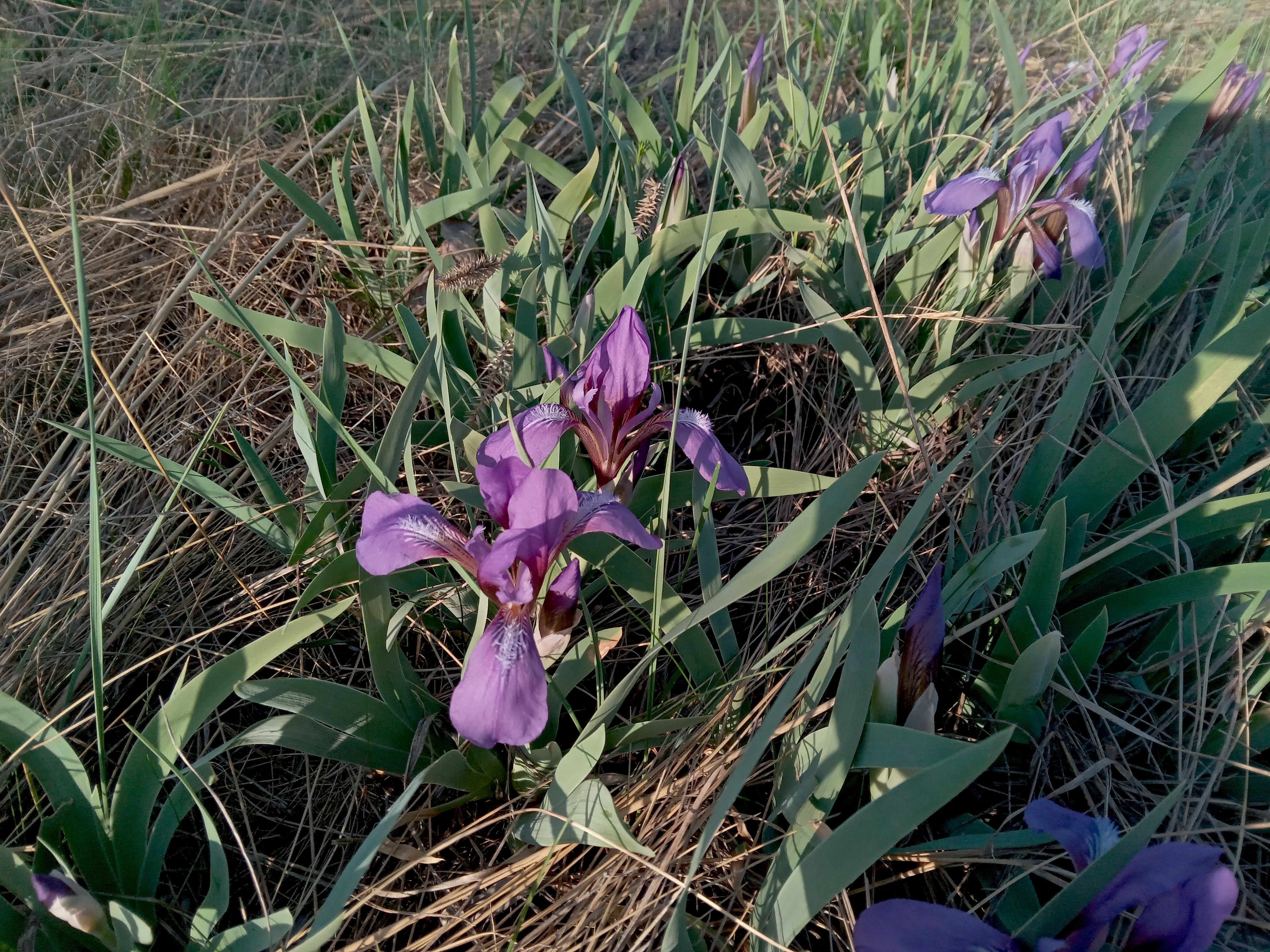
Ирис в Зеленом поясе Астаны

Из 70 тысяч гектаров порядка 15 тысяч будут находиться в окрестности города, остальные 55 тысяч гектаров вне городской границы. Порядка 3,6 тысяч гектаров будут озеленены по трассе «Астана — Боровое».
Высаженный искусственный лес состоит из березы, ковыля, лоха узколистного, тополей. В лесах так же есть разные виды ягод.
В границах города площадь всех насаждений достигла 14 827 гектаров. Из них 11 502,2 гектара составляют искусственно высаженные деревья. Здесь растут более 9,6 миллионов деревьев и кустарников. В период с 1998—2004 года сажались преимущественно лиственные саженцы деревьев: среди них смородина, дёрен, ви́шня, черника, вяз и другие. Весной 2014 года были посажены 398 434 саженца с закрытой корневой системой. Из них 57 тысяч являются сосновыми, а остальные в основном относятся к широколистным лесообразующим дубу и вязу.

## Фауна
В лесополосах Астаны обитают зайцы, норки, фазаны, косули, сурки и другие. В 2010—2011 годах было закуплено 125 птиц. Из-за быстрого размножения фазанов с помощью инкубации их количество достигло 2333 птиц. Помимо этого, в лесах обитают маралы, лисы и животные, относящиеся к редким видам.